# Stichting Jeugdtheater Amsterdam
Stichting Jeugdtheater Amsterdam was een in 1971 opgericht theater gericht op voorstellingen voor jeugd en jongeren.
Nederlands pionierster van het jeugdtheater, danspedagoge, danseres en theaterregisseur Hans Snoek, die na haar afscheid bij het Scapino Ballet als afscheidscadeau een geldsom meekreeg besloot daarmee haar lang gekoesterde droom voor het oprichten van een jeugdtheater in vervulling te laten gaan. Een initiatief dat niet gemakkelijk van de grond kwam. Veel al bestaande jeugdtheater gezelschappen bleven niet overeind omdat het financieel niet haalbaar was. Subsidies werven was lastig omdat het belang van een jeugdtheater niet als iets groots werd gezien. Kleine theatergezelschappen, waaronder ook Stichting Jeugdtheater Amsterdam, werkte lange tijd onder het minimumloon ondanks dat de voorstellingen wel als hoogstaand werden beschreven. 
Stichting Jeugdtheater Amsterdam dat lang niet over een vast gebouw beschikte gaf diverse voorstellingen in de stad waaronder in het Shaffy theater, de rotonde van de Stadsschouwburg Amsterdam, de Brakke Grond en in Theater Bellevue. 
Het was lastig om zonder vast gebouw steeds een nieuwe voorstelling op te bouwen. Vaak was er te weinig tijd omdat er ook rekening gehouden moest worden met voorstellingen voor volwassenen die in de avonduren in de theaters werden gegeven. Hans Snoek pleitte lange tijd voor een vast onderkomen, iets wat bijzonder lastig was. Zij legde zich hier echter niet bij neer. Ook kreeg zij hierbij steun van onder andere collega’s als danser en acteur Tom de Graaf die zij nog kende uit de periode van het Scapino Ballet. De hoop werd in de eerste instantie gevestigd op gebouw Marcanti in Amsterdam-West. Een ruim gebouw en goed te bereiken voor kinderen en schoolklassen. Toen dat niet doorging werd er na enige tijd toch een onderkomen gevonden. In 1978 mocht Stichting Jeugdtheater Amsterdam zijn intrek nemen in de oude Turnhallen gelegen aan de Nieuwe Passeerderstraat, een straat gelegen in het verlengde van de Koekjesbrug in de Amsterdamse Jordaan. Het werd de centrale plek van het jeugdtheater waar voorstellingen gegeven konden worden maar ook diverse workshops. Het theater kreeg een andere naam namelijk Jeugdtheater de Krakeling, afgeleid van de nabij gelegen Koekjesbrug.